# Thoradonta longipenna
Thoradonta longipenna är en insektsart som beskrevs av Zheng, Z. och Liang 1991. Thoradonta longipenna ingår i släktet Thoradonta och familjen torngräshoppor. Inga underarter finns listade i Catalogue of Life.